# Randolph County (Arkansas)
Das Randolph County ist ein County im US-amerikanischen Bundesstaat Arkansas. Im Jahr 2010 hatte das County 17.969 Einwohner und eine Bevölkerungsdichte von 10,6 Einwohnern pro Quadratkilometer. Der Verwaltungssitz (County Seat) ist Pocahontas. Das County gehört zu den Dry Countys, was bedeutet, dass der Verkauf von Alkohol eingeschränkt oder verboten ist.

## Geografie
Das County liegt im Nordosten von Arkansas und grenzt im Norden an Missouri. Es hat eine Fläche von 1699 Quadratkilometern, wovon elf Quadratkilometer Wasserfläche sind. Das County wird vom Black River durchflossen, einem linken Nebenfluss des White River. An das Randolph County grenzen folgende Nachbarcountys:
| Oregon County (Missouri) |                 | Ripley County (Missouri) |
| Sharp County             |                 | Clay County              |
|                          | Lawrence County | Greene County            |

## Geschichte

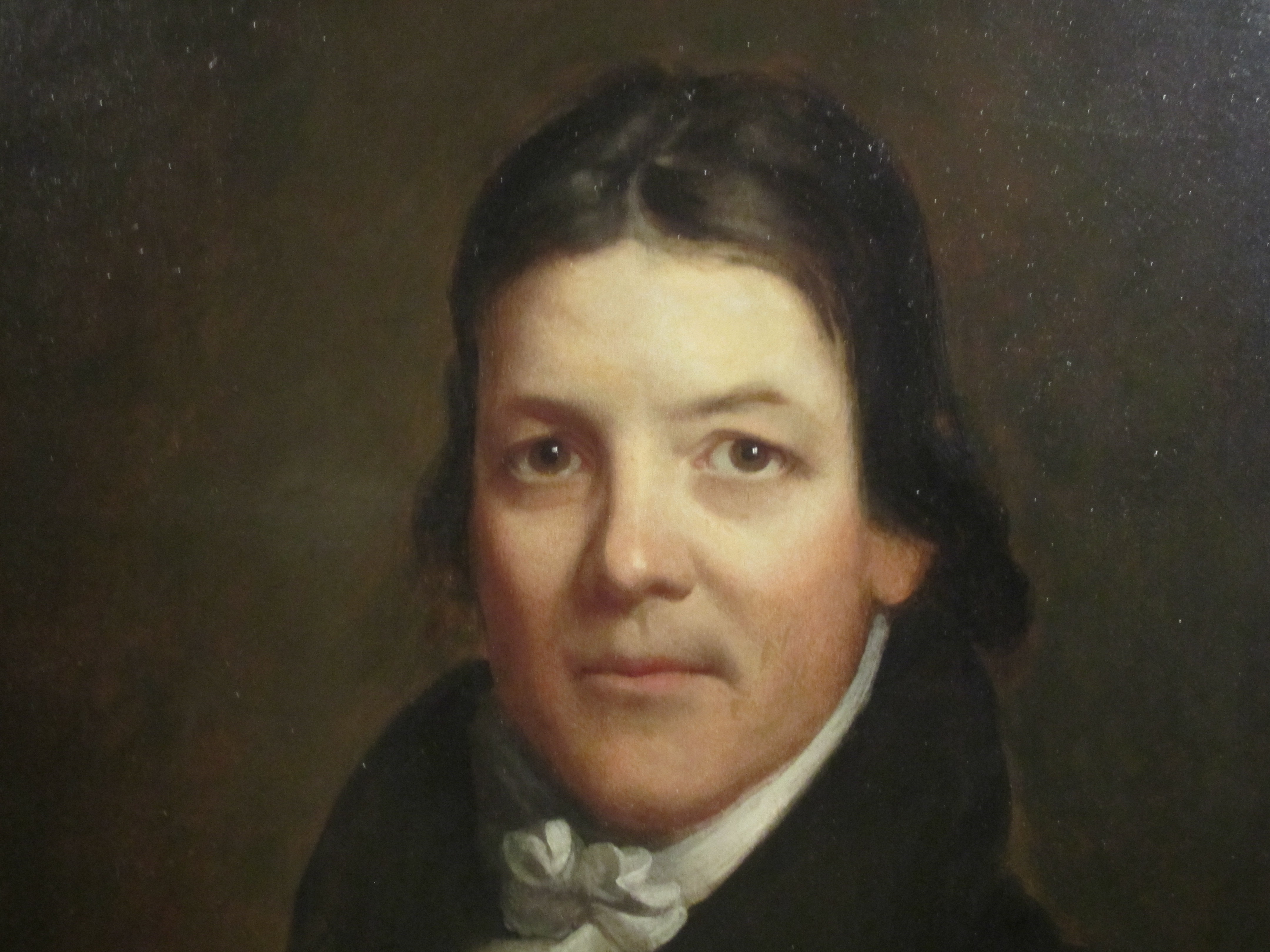
Randolph

Das Randolph County wurde am 29. Oktober 1835 aus Teilen des Lawrence County gebildet. Benannt wurde es nach John Randolph of Roanoke (1773–1833), einem US - Senator aus Virginia, der von sich behauptete, ein Nachkomme der indianischen Prinzessin Pocahontas zu sein.

## Demografische Daten
Nach der Volkszählung im Jahr 2010 lebten im Randolph County 17.969 Menschen in 7255 Haushalten. Die Bevölkerungsdichte betrug 10,6 Einwohner pro Quadratkilometer. In den 7255 Haushalten lebten statistisch je 2,45 Personen.
Ethnisch betrachtet setzte sich die Bevölkerung zusammen aus 96,9 Prozent Weißen, 1,0 Prozent Afroamerikanern, 0,6 Prozent amerikanischen Ureinwohnern, 0,2 Prozent Asiaten sowie aus anderen ethnischen Gruppen; 1,3 Prozent stammten von zwei oder mehr Ethnien ab. Unabhängig von der ethnischen Zugehörigkeit waren 1,7 Prozent der Bevölkerung spanischer oder lateinamerikanischer Abstammung.
23,0 Prozent der Bevölkerung waren unter 18 Jahre alt, 58,4 Prozent waren zwischen 18 und 64 und 18,6 Prozent waren 65 Jahre oder älter. 51,0 Prozent der Bevölkerung war weiblich.

Das jährliche Durchschnittseinkommen eines Haushalts lag bei 30.222 USD. Das Pro-Kopf-Einkommen betrug 18.751 USD. 19,7 Prozent der Einwohner lebten unterhalb der Armutsgrenze.

## Kultur und Sehenswürdigkeiten

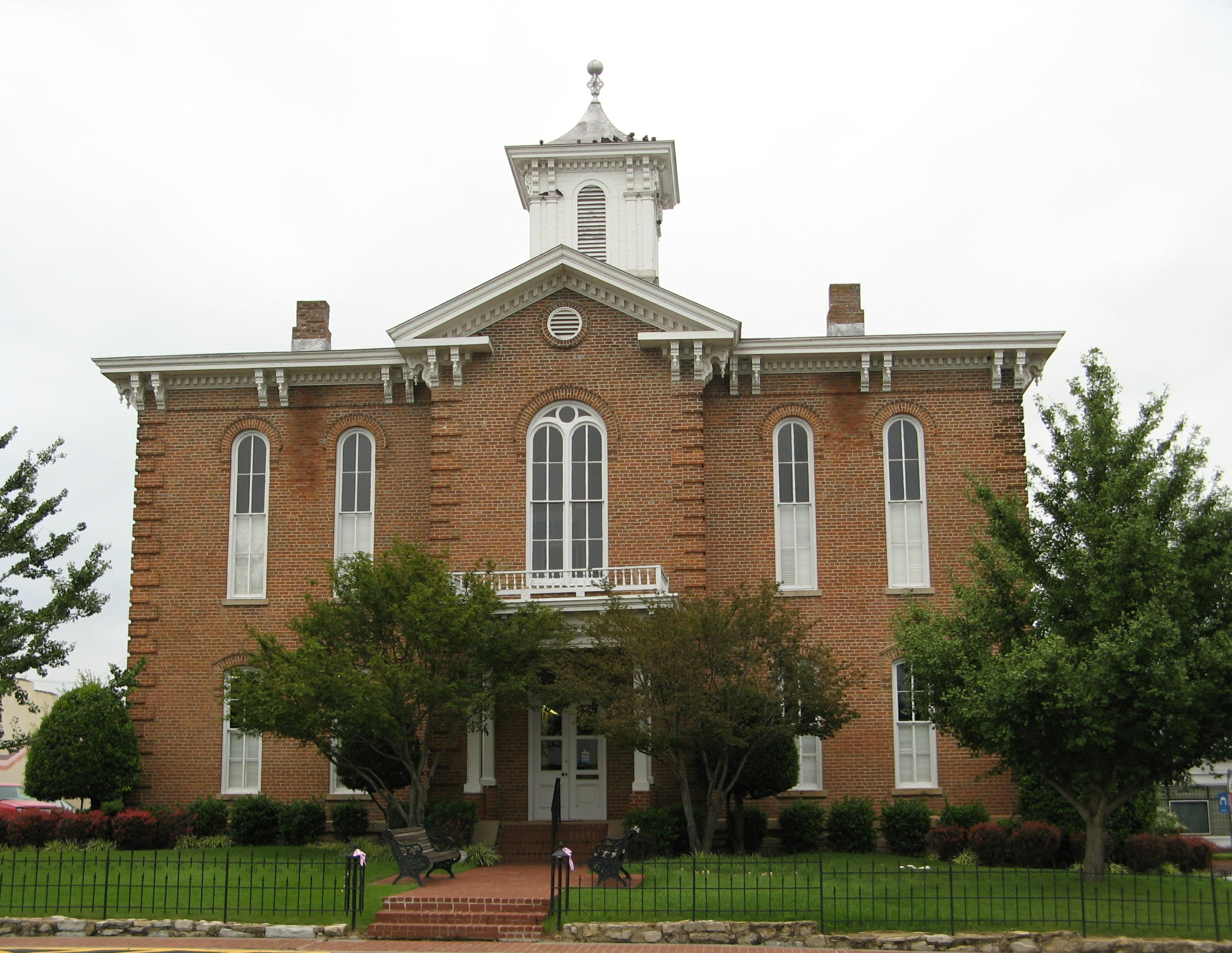
Das ehemalige Gerichts- und Verwaltungsgebäude wurde im April 1973 als erstes Objekt des Countys unter der Bezeichnung Old Randolph County Courthouse im NRHP eingetragen.

18 Bauwerke, Stätten und historische Bezirke (Historic Districts) des Countys sind im National Register of Historic Places („Nationales Verzeichnis historischer Orte“; NRHP) eingetragen (Stand 13. Juli 2022), darunter das aktuelle und das ehemalige Gerichts- und Verwaltungsgebäude des County sowie fünf Schulen und Kirchen.

## Ortschaften im Randolph County
City
- Pocahontas

Towns
| - Biggers - Maynard - O Kean | - Ravenden Springs - Reyno |

Unincorporated Communitys
| - Attica - Birdell - Brakebill - Brockett - Cedar Grove - Dalton | - Dunn - East Pocahontas - Elevenpoint - Elkins Park - Elm Store - Elnora | - Engelberg - Fender - Hamil - Ingram - Jerrett - Lesterville | - Lorine - Manson - Middlebrook - Minorca - Noland - Pitman | - Shannon - Sharum - Skaggs - Stokes - Supply - Warm Springs |

## Gliederung
Das Randolph County ist in 26 Townships eingeteilt:
| Township               | Einwohner (2010) | FIPS     |
| ---------------------- | ---------------- | -------- |
| Baker Township         | 55               | 05-90093 |
| Bristow Township       | 216              | 05-90486 |
| Butler Township        | 57               | 05-90564 |
| Columbia Township      | 662              | 05-90909 |
| Current River Township | 469              | 05-90990 |
| Dalton Township        | 254              | 05-91012 |
| Demun Township         | 8191             | 05-91059 |
| East Roanoke Township  | 509              | 05-91204 |
| Eleven Point Township  | 277              | 05-91221 |
| Foster Township        | 665              | 05-91323 |
| Ingram Township        | 225              | 05-91833 |
| Jackson Township       | 241              | 05-91878 |
| Janes Creek Township   | 702              | 05-91899 |

| Township              | Einwohner (2010) | FIPS     |
| --------------------- | ---------------- | -------- |
| Little Black Township | 586              | 05-92220 |
| O’Kean Township       | 294              | 05-92742 |
| Reyno Township        | 530              | 05-93117 |
| Richardson Township   | 805              | 05-93126 |
| Running Lake Township | 207              | 05-93255 |
| Shiloh Township       | 746              | 05-93363 |
| Siloam Township       | 294              | 05-93378 |
| Spring River Township | 344              | 05-93480 |
| Union Township        | 111              | 05-93720 |
| Warm Springs Township | 332              | 05-93891 |
| Water Valley Township | 289              | 05-93948 |
| West Roanoke Township | 797              | 05-93974 |
| Wiley Township        | 111              | 05-94059 |